# Stephanie Schneider
Pour les articles homonymes, voir Schneider.
Stephanie Schneider, née le 25 septembre 1990, est une bobeuse allemande.

## Biographie
Elle commence sa carrière sportive en 2008 et a remporté depuis plusieurs manches de Coupe du monde dont deux en 2010. En 2011, elle remporte une médaillé d'or aux Championnats du monde dans l'épreuve par équipes mixtes.
Sa tante Roswietha Zobelt est une rameuse médaillée olympique.

## Palmarès

### Championnats du monde
- Médaille d'or par équipes mixtes en 2011 à Königssee.
- Médaille d'argent par équipes mixtes en 2017 à Königssee.
- Médaille d'argent en bob à 2 en 2019 à Whistler.
- Médaille d'argent en monobob en 2021 à Altenberg.
- Médaille de bronze en bob à 2 en 2015 à Winterberg.
- Médaille de bronze par équipes mixtes en 2016 à Igls.

### Championnats d'Europe
- Médaille d'or en 2018 du bob à deux
- Médaille d'argent en 2019 du bob à deux
- Médaille d'argent en 2015 du bob à deux
- Médaille de bronze en 2020 du bob à deux
- Médaille de bronze en 2016 du bob à deux
- Médaille de bronze en 2013 du bob à deux

### Coupe du monde
- 1 globe de cristal : 
  - Vainqueur du classement bob à 2 en 2020.
- 29 podiums  : 
  - en bob à 2 : 11 victoires, 3 deuxièmes places et 15 troisièmes places.
- 2 podiums en équipe mixte : 1 victoire et 1 deuxième place.

#### Détails des victoires en Coupe du monde
| Édition   | Bob à 2                   |
| 2010-2011 | Whistler Lake Placid      |
| 2012-2013 | Altenberg                 |
| 2017-2018 | Winterberg Igls Königssee |
| 2018-2019 | Königssee Igls            |
| 2019-2020 | Winterberg                |
| 2020-2021 | Igls Saint-Moritz         |